# Socialismo policial
El socialismo policial fue un intento del Gobierno autocrático zarista de canalizar el movimiento obrero en Rusia en favor de la monarquía que tuvo lugar en la primera década del siglo xx.

## Circunstancias
A finales del siglo xix, el crecimiento del movimiento obrero y del descontento del proletariado urbano por sus duras condiciones de vida suponía un problema político potencial para el sistema político autocrático del imperio. En 1898, el conservador gobernador de Moscú propuso la implantación de un sistema que permitiese canalizar el descontento obrero por su situación económica y debilitar así la agitación socialista. Mediante legislación laboral, arbitraje y otras medidas, se creía que se podía menguar el malestar obrero, evitar las huelgas y los desórdenes y recuperar el apoyo de los trabajadores urbanos al Gobierno imperial.

## Organización del socialismo policial ozubátovschina
El principal organizador del experimento social, con el apoyo del Ministerio del Interior presidido por Viacheslav von Pleve, fue Serguéi Zubátov, subordinado del gobernador de Moscú, antiguo terrorista de Naródnaya Volia y confidente policial e importante reformador de los métodos policiales. Habiendo introducido el uso de la fotografía, de las huellas dactilares y de una amplia red de infiltrados en organizaciones subversivas, Zubátov había sido el responsable de desbaratar a finales de siglo el incipiente Partido Obrero Socialdemócrata de Rusia, que había celebrado su primer congreso en 1898. Zubátov era responsable de la Ojrana en Moscú, y dependía directamente del gobernador provincial y del ministro del Interior. Al conjunto de métodos policiales desarrollado por Zubátov sus oponentes lo denominaron  zubátovschina («зубатовщинa») o socialismo policial.
En mayo de 1901, organizó la Sociedad para la Ayuda Mutua de los Obreros de las Industrias Mecánicas. Zubátov trató de ocultar el control policial de la organización, pero tanto Pleve como el gobernador Dmitri Trépov (hijo de Fiódor Trépov) frustraron sus planes; la Sociedad no solo estaba infiltrada por agentes policiales encubiertos, sino que a sus sesiones asistían otros de uniforme. La organización, sin embargo, resultó un éxito y atrajo a numerosos obreros de Moscú, imbuidos aún de la idea del paternalismo zarista. Tras solo cinco días de existencia, logró congregar a cincuenta mil trabajadores en una marcha de homenaje al difunto Alejandro II, responsable de la emancipación de los siervos.
Los socialistas se encontraban divididos entre los partidarios de denunciar el control policial de la organización y los que preferían utilizarla para organizar a los trabajadores. En el II Congreso del Partido Obrero Socialdemócrata de Rusia, los socialdemócratas decidieron apoyar el ingreso de los trabajadores en los sindicatos policiales.
El permiso para realizar exigencias económicas hizo que la organización de Moscú se extendiese rápidamente por otras zonas industriales, especialmente por el sur del país. Zubátov combinaba la defensa de los intereses obreros ante los industriales con la persecución de los agitadores revolucionarios y la infiltración de sus organizaciones. Surgieron organizaciones obreras bajo control de la policía en Odesa, Kiev o la propia capital, San Petersburgo. Uno de los colaboradores más célebres de Zubátov fue Yevno Azef.

## Crisis
En la primavera de 1903, tuvo lugar una oleada de huelgas en los centros industriales rusos. En Odesa, los representantes policiales perdieron el control de la organización obrera local en julio y estalló una huelga general que pronto se extendió desde la ciudad al sur de Rusia y al Cáucaso. Varios de los dirigentes policiales fueron destituidos y enviados al exilio interior en el norte del país.
La eliminación de la organizaciones en el sur del país no llevó a la disolución de la de la capital, encabezada por el sacerdote, Gueorgui Gapón, que mantuvo el apoyo de Pleve. Carismático, inteligente y buen orador, logró el apoyo oficial para crear una organización obrera, la Unión de Obreros Fabriles Rusos, que dirigía. La Unión buscaba tanto el control obrero como la mejora de las condiciones del proletariado de la capital. Tras un lento crecimiento a comienzos de 1904, la organización creció con rapidez y a finales de año incluía a gran parte de los obreros de la capital. Gapón logró dirigir la hostilidad obrera hacia el empresariado y recobrar el apoyo proletario a la figura del monarca.
En diciembre de 1904, la dirección de la gran fábrica Putílov rechazó las moderadas peticiones de los representantes obreros de la Unión y despidió a estos, lo que llevó a la petición de los trabajadores de realizar un ruego al zar, con la esperanza que atendiese sus reclamaciones. Tras cierto titubeo, Gapón aceptó la petición de los obreros.

## El Domingo Sangriento

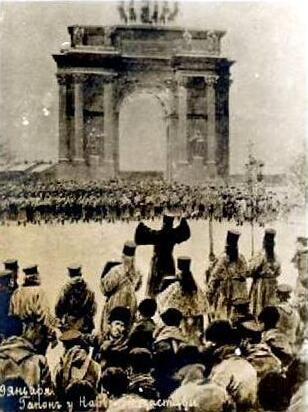
Representación del Domingo Sangriento.

El 9 de enerojul./ 22 de enero de 1905greg., una gran marcha de unas doscientas mil personas desarmadas se dirigió al Palacio de Invierno a presentar su petición al zar, que no se encontraba en el edificio. La multitud, que incluía mujeres y niños, llevaba iconos y retratos del monarca.
Las tropas, que contaban con artillería, abrieron fuego contra las distintas columnas de manifestantes y causaron centenares de muertos y heridos. La matanza puso fin al experimento de socialismo policial y empañó seriamente la imagen de un zar patriarcal cercano a sus súbditos.